# رود سيرلينج
رود سيرلينج (بالإنجليزية: Rod Serling) (و. 1924 – 1975 م) هو كاتب، ومنتج أفلام، وكاتب سيناريو، وكاتب خيال علمي، وروائي أمريكي، ولد في سيراكيوز، نيويورك، توفي في روتشستر، عن عمر يناهز 51 عاماً، بسبب نوبة قلبية.

## التعليم
تعلم في Antioch University ‏، وكلية أنطاكية.

## الخدمة العسكرية
خدم في القوات البرية للولايات المتحدة.

## جوائز
حصل على جوائز منها:
- ميدالية النجمة البرونزية
- وسام القلب الأرجواني
- جائزة بيبودي  [لغات أخرى]‏
- جائزة إنكبوت.

## وصلات خارجية
- رود سيرلينج على موقع IMDb (الإنجليزية)
- رود سيرلينج على موقع الموسوعة البريطانية (الإنجليزية)
- رود سيرلينج على موقع ألو سيني (الفرنسية)
- رود سيرلينج على موقع ميوزك برينز (الإنجليزية)
- رود سيرلينج على موقع تيرنر كلاسيك موفيز (الإنجليزية)
- رود سيرلينج على موقع أول موفي (الإنجليزية)
- رود سيرلينج على موقع قاعدة بيانات برودواي على الإنترنت (الإنجليزية)
- رود سيرلينج على موقع قاعدة بيانات الأفلام السويدية (السويدية)
- رود سيرلينج على موقع إن إن دي بي (الإنجليزية)
- رود سيرلينج على موقع قاعدة بيانات الفيلم (الإنجليزية)